# A Klase 1959-1960
L'edizione 1959–1960 dell'A Klase fu la sedicesima come campionato della Repubblica Socialista Sovietica Lituana; il campionato fu vinto dal Elnias Šiauliai, giunto al suo 6º titolo.

## Formula
Il numero di squadre rimase fermo a 12: le retrocesse Raudonasis spalis Kaunas e KPI Kaunas furono sostituite dalle neopromosse Cukraus fabrikas Kapsukas e Statybininkas Šiauliai.
Le squadre si affrontarono in giorni di andata e ritorno, per un totale di 22 incontri per squadra. Le ultime due classificate vennero retrocesse.
Vista la parità al termine della stagione fu necessario disputare uno spareggio in gara unica

## Classifica finale
|  | Pos. | Squadra                    | Pt | G  | V  | N | P  | GF | GS | DR  |
|  | ---- | -------------------------- | -- | -- | -- | - | -- | -- | -- | --- |
|  | 1.   | Elnias Šiauliai            | 30 | 22 | 14 | 2 | 6  | 52 | 29 | +23 |
|  | 2.   | Raudonoji žvaigždė Vilnius | 30 | 22 | 11 | 8 | 3  | 40 | 19 | +21 |
|  | 3.   | Linų Audiniai Plungė       | 27 | 22 | 12 | 5 | 5  | 30 | 23 | +7  |
|  | 4.   | Inkaras Kaunas             | 26 | 22 | 11 | 4 | 7  | 36 | 22 | +14 |
|  | 5.   | Spartak-2 Vilnius          | 24 | 22 | 12 | 0 | 10 | 54 | 40 | +14 |
|  | 6.   | Melioratorius Kretinga     | 24 | 22 | 9  | 6 | 7  | 33 | 39 | -6  |
|  | 7.   | KKI Kaunas                 | 19 | 22 | 8  | 3 | 11 | 34 | 38 | -4  |
|  | 8.   | Audra Klaipėda             | 19 | 22 | 7  | 5 | 10 | 31 | 38 | -7  |
|  | 9.   | MSK Panevėžys              | 17 | 22 | 7  | 3 | 12 | 40 | 47 | -7  |
|  | 10.  | Cukraus fabrikas Kapsukas  | 17 | 22 | 7  | 3 | 12 | 26 | 45 | -19 |
|  | 11.  | Lima Kaunas                | 16 | 22 | 6  | 4 | 12 | 27 | 42 | -15 |
|  | 12.  | Statybininkas Šiauliai     | 13 | 22 | 6  | 1 | 15 | 32 | 53 | -21 |

## Spareggio per il titolo
| Squadra 1       | Risultato | Squadra 2                  |
| --------------- | --------- | -------------------------- |
| Elnias Šiauliai | 3 - 2     | Raudonoji žvaigždė Vilnius |